# ケプ・カイラン線
ケプ・カイラン線（ベトナム語：Đường sắt Kép - Cái Lân / 塘鐵𠄳 - 蓋鄰?）は、ベトナム社会主義共和国バクザン省ランザン県のケプとクアンニン省のカイランを結ぶベトナム鉄道の路線である。2014年10月、ハロン駅 - カイラン駅間が三線軌条で延伸された。

## 概要
バクザン省（北江）からハイズオン省（海陽）を経てクアンニン省（広寧）に至る路線であり、全長は106kmである。全線が1,435mm（標準軌）であり、これはベトナム戦争時に北ベトナム政府が中国に要請することで建設されたことによるものである。
2019年1月時点では、ハノイ・ドンダン線のイエンヴィエン駅から本路線のハロン駅までを走行する列車が1日1往復存在した。しかし、新型コロナウイルス感染症の流行に伴い運休となり、2023年1月現在で本路線を走行する旅客列車は存在しない。

## 駅一覧
| 駅名           | 駅名       | 駅名           | 駅間キロ (km) | 累計キロ (km) | 接続路線                            | 所在地       | 所在地         |
| 日本語         | ベトナム語 | 漢字・チュノム | 駅間キロ (km) | 累計キロ (km) | 接続路線                            | 所在地       | 所在地         |
| -------------- | ---------- | -------------- | ------------- | ------------- | ----------------------------------- | ------------ | -------------- |
| ケプ駅         | Kép        | 𠄳             | 0             | 0             | ハノイ・ドンダン線 ケプ・ルーサー線 | バクザン省   | ランザン県     |
| バオソン駅     | Bảo Sơn    | 保山           | 8             | 8             |                                     | バクザン省   | ルックナム県   |
| ランマウ駅     | Lan Mẫu    | 蘭畝           | 9             | 17            |                                     | バクザン省   | ルックナム県   |
| カムリー駅     | Cẩm Lý     | 錦里           | 10            | 27            |                                     | バクザン省   | ルックナム県   |
| チーリン駅     | Chí Linh   | 至靈           | 11            | 38            |                                     | ハイズオン省 | チーリン市     |
| ドンチェウ駅   | Ðông Triều | 東潮           | 11            | 49            |                                     | クアンニン省 | ドンチェウ市社 |
| マオケー駅     | Mạo Khê    | 帽溪           | 9             | 58            |                                     | クアンニン省 | ドンチェウ市社 |
| イエンズオン駅 | Yên Dưỡng  | 安養           | 10            | 68            |                                     | クアンニン省 | ドンチェウ市社 |
| ウオンビ駅     | Uông Bí    | 汪秘           | 6             | 74            |                                     | クアンニン省 | ウオンビ市     |
| バンコ駅       | Bàn Cờ     | 盤棋           | 3             | 77            |                                     | クアンニン省 | ウオンビ市     |
| イエンクー駅   | Yên Cư     | 安居           | 17            | 94            |                                     | クアンニン省 | ハロン市       |
| ハロン駅       | Hạ Long    | 下龍           | 12            | 106           |                                     | クアンニン省 | ハロン市       |
| カイラン駅     | Cái Lân    | 蓋鄰           | 20            | 126           |                                     | クアンニン省 | ハロン市       |

## 改修計画
ハノイ・ドンダン線のリム駅（Lim / 林）からファーライ（Phả Lại / 普賴）を経由し、チーリン駅までつなぐ新線を建設し、チーリン駅（Chí Linh / 至靈）からハロン駅（Hạ Long / 下龍）までを三線軌条に改修するプロジェクトが2009年より開始された。しかし2015年現在、当プロジェクトは中断している。